# دمیتری چریشف
دمیتری چریشف (روسی: Дмитрий Николаевич Черышев؛ زادهٔ ۱۱ مهٔ ۱۹۶۹) بازیکن فوتبال اهل اتحاد جماهیر شوروی سوسیالیستی است.
از باشگاه‌هایی که در آن بازی کرده‌است می‌توان به باشگاه فوتبال سویا، باشگاه فوتبال اسپورتینگ خیخون، باشگاه فوتبال لوکوموتیو نیژنی نووگورود، و باشگاه فوتبال دینامو مسکو اشاره کرد.
وی همچنین در تیم‌های ملی فوتبال کشورهای مشترک‌المنافع و روسیه بازی کرده‌است.